# Masovna pucnjava u Buffalu 2022.
Dana 14. svibnja 2022. dogodila se masovna pucnjava u Buffalu, New York, Sjedinjene Američke Države, u supermarketu Tops Friendly Markets u gradskoj četvrti East Side. Deset ljudi, od kojih su svi bili crnci, ubijeno je, a troje je ozlijeđeno. Napadač, identificiran kao 18-godišnji Payton S. Gendron, uživo je prenosio dio napada na video platformi Twitch, ali je servis ugasio prijenos za manje od dvije minute od početka napada. Gendron je priveden i optužen za ubojstvo prvog stupnja. Izjasnio se da nije kriv 19. svibnja 2022. Dana 28. studenog 2022. Gendron je priznao krivicu po svim državnim optužbama za pucnjavu, uključujući ubojstvo, domicilni terorizam i zločine iz mržnje. 15. veljače 2023. napadač je osuđen na 11 uzastopnih doživotnih zatvorskih kazni bez mogućnosti uvjetnog otpusta; Federalne optužbe su još u tijeku.
Gendron je napisao manifest u kojem sebe opisuje kao etno-nacionalista i pristašu nadmoći bijelaca koji je motiviran počiniti djela političkog nasilja. Izrazio je potporu krajnje desničarskoj teoriji zavjere "Velike zamjene" u kontekstu "bijelog genocida". Napad je opisan kao čin domaćeg terorizma, a istražuje se i kao zločin mržnje koji je bio motiviran rasizmom. Nedugo nakon napada, New York je zabranio prodaju većine poluautomatskih pušaka mlađima od 21 godine i određene vrste prsluka otporne na metke.